# Antarcticythere peregrina
Antarcticythere peregrina is een mosselkreeftjessoort uit de familie van de Bythocytheridae. De wetenschappelijke naam van de soort is voor het eerst geldig gepubliceerd in 1912 door Scott.